# Madhyamgram

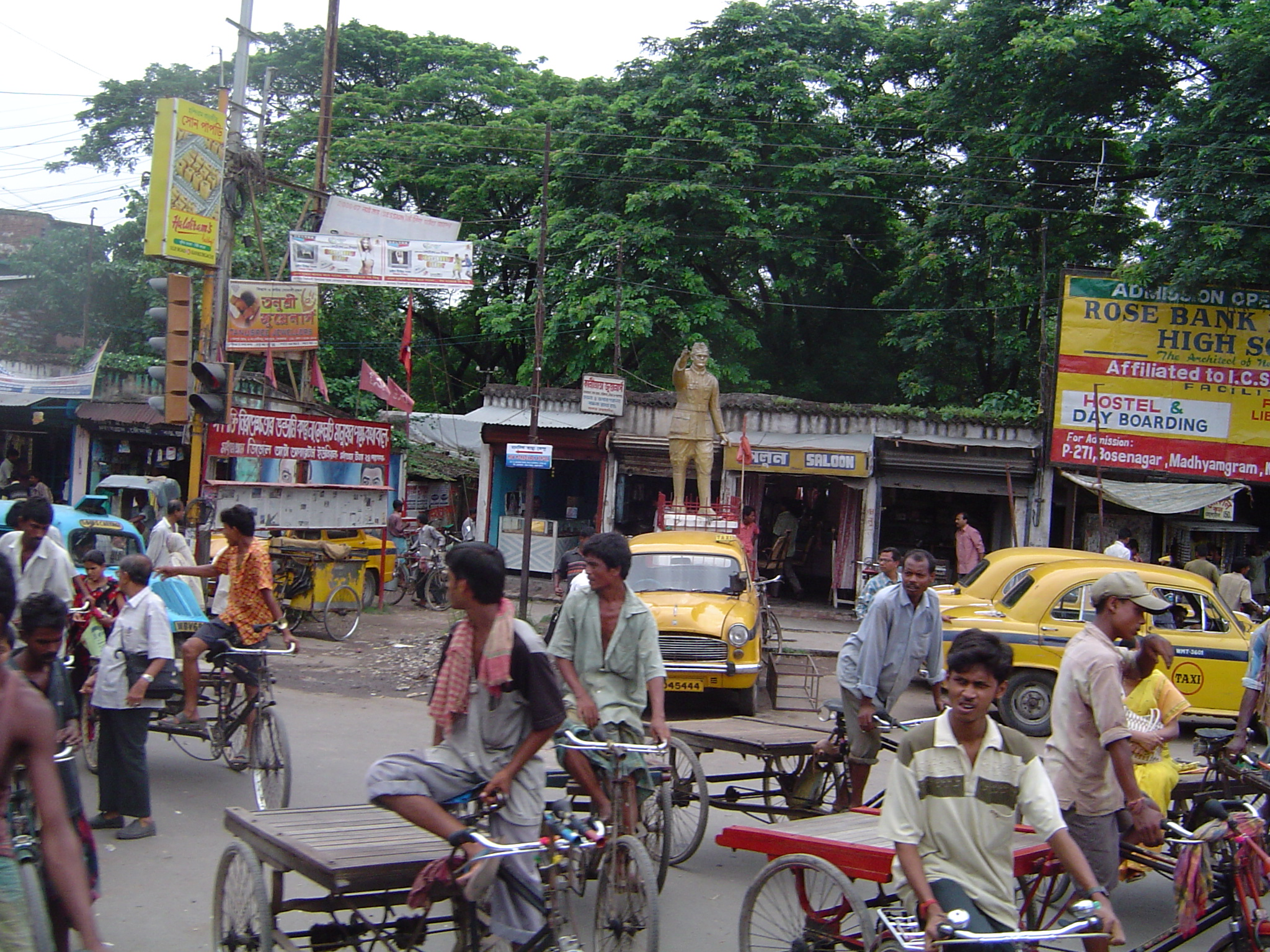
Madhyamgram.

Madhyamgram (bengali মধ্যমগ্রাম) är en stad i Indien och är belägen i distriktet North 24 Parganas i delstaten Västbengalen. Staden, Madhyamgram Municipality, ingår i Calcuttas storstadsområde och hade 196 127 invånare vid folkräkningen 2011.